# Monastero della Trasfigurazione
Il Monastero della Santa Trasfigurazione del Signore (in bulgaro манастир Свето Преображение Господне?, manastir Sveto Preobraženie Gospodne) detto più in breve Monastero della Trasfigurazione (in bulgaro Преображенски манастир?, Preobraženski manastir) è un monastero della Chiesa ortodossa bulgara che sorge nella gola di Dervent sul fiume Jantra, vicino al villaggio di Samovodene, sette chilometri a nord di Veliko Tărnovo, nella Bulgaria centro-settentrionale. È uno dei cinque monasteri stauropegici della Chiesa ortodossa bulgara.

## Storia
Si ritiene che il monastero sia stato fondato nell'XI secolo come una filiale del monastero di Vatopedi sul monte Athos. Nel 1360, quando Tărnovo era la capitale del Secondo impero bulgaro e le tradizioni dell'esicasmo erano diffuse in Bulgaria, divenne un monastero autonomo per ordine dello zar Ivan Alessandro di Bulgaria. Ciò dalla leggenda è collegato alla carità della seconda moglie di Ivan Alessandro, Sara Teodora e al loro figlio Ivan Šišman: per questa ragione il monastero è chiamato anche monastero di Sara o monastero di Šišman.
Dopo la conquista ottomana della Bulgaria, il monastero fu saccheggiato e incendiato più volte dai turchi e completamente distrutto. Fu ristabilito solo nel 1825 da padre Zotik del monastero di Rila attraverso donazioni. Nel 1832, un firmano del sultano ottomano autorizzò la costruzione di una nuova chiesa, che fu progettata dal celebre architetto del Risorgimento bulgaro Kolju Fičeto e terminata nel 1834. Ha pianta a forma di croce greca con tre absidi, un'unica cupola e un nartece coperto. Le icone e gli affreschi della chiesa sono opera di un altro celebre artista, Zaharij Zograf, che lavorò al monastero fra il 1849 e il 1851, dopo aver terminato le decorazioni del monastero di Trojan. Fra i dipinti murali più importanti ci sono il Giudizio Universale, la Ruota della Vita, la Natività della Madre di Dio e l'Ultima Cena. Zograf dipinse anche i Santi Cirillo e Metodio, e anche uno dei suoi autoritratti. Inoltre, la chiesa principale fu riccamente decorata e fu collocata un'iconostasi intagliata in legno e placcata in oro. 
Fra il 1858 e il 1863 Kolju Fičeto costruì il campanile che ospita sette campane, i dormitori per i monaci e l'ingresso principale, nonché la cappella sotterranea di Sant'Andrea il Protocleto e la soprastante chiesetta dell'Annunciazione, con le icone del nipote di Zaharij Zograf, Stanislav Dospevski.
Nel monastero trova sepoltura lo zar Boris I di Bulgaria.

## Galleria d'immagini

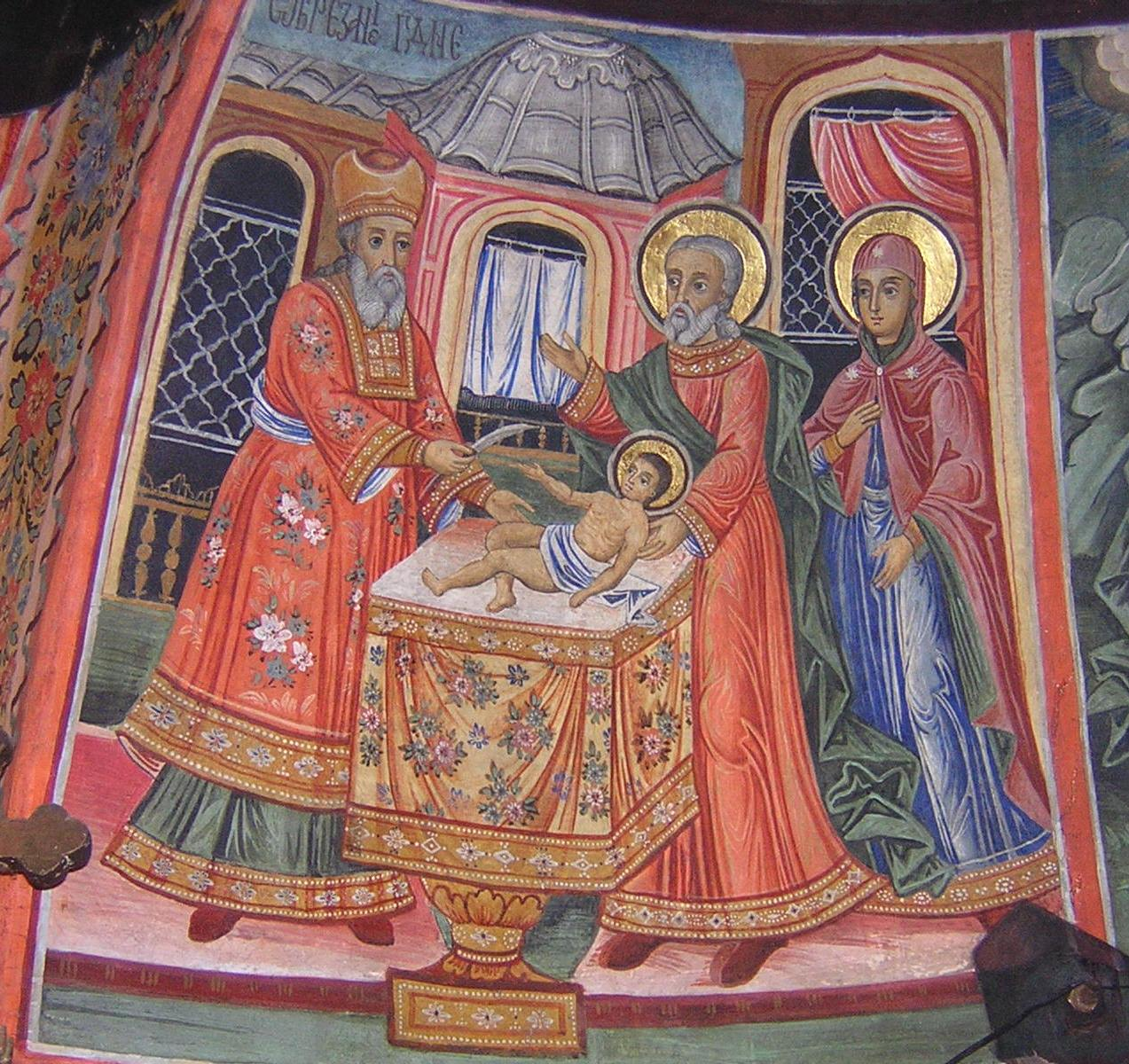
Circoncisione di Cristo
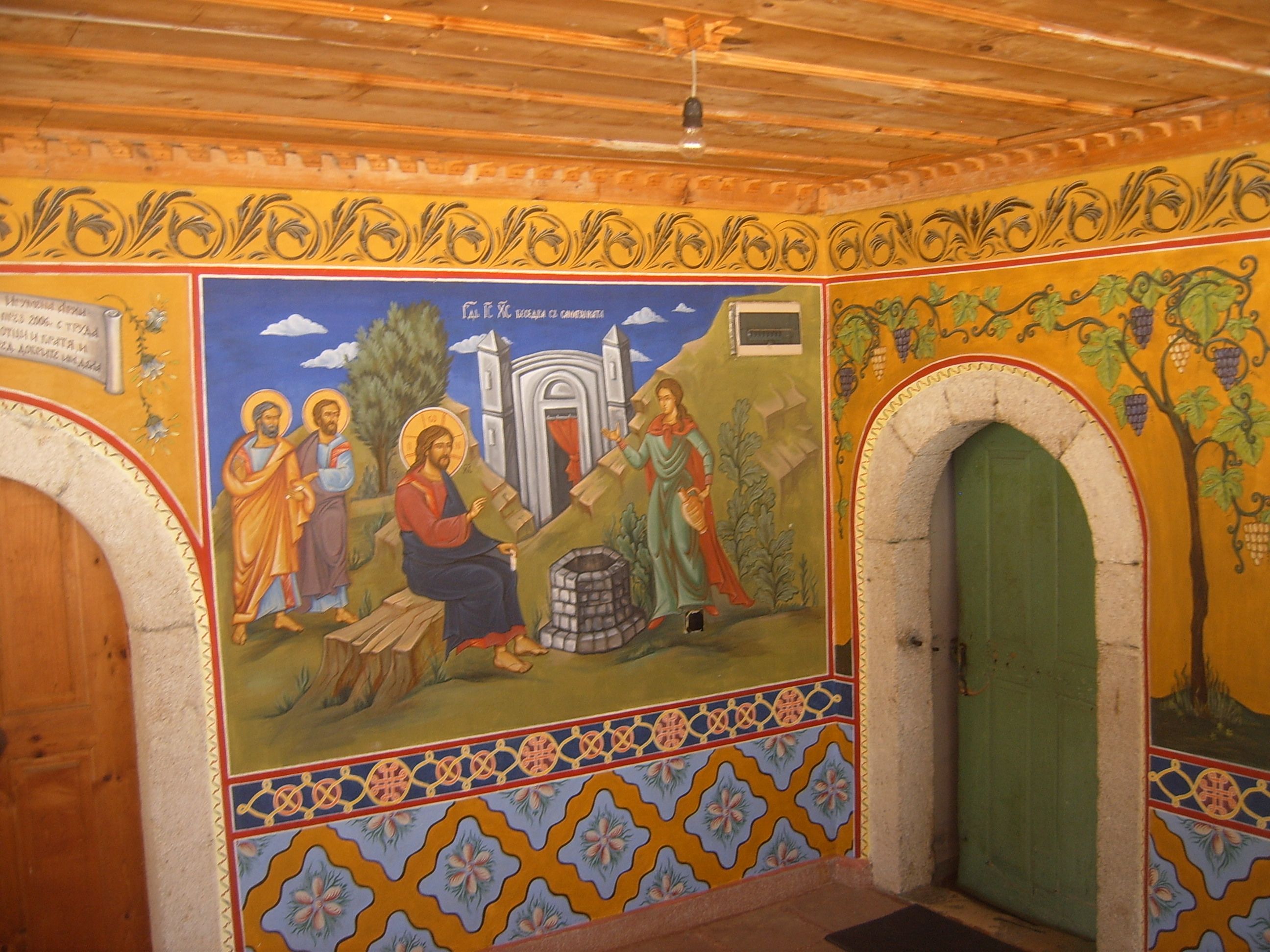
L'interno
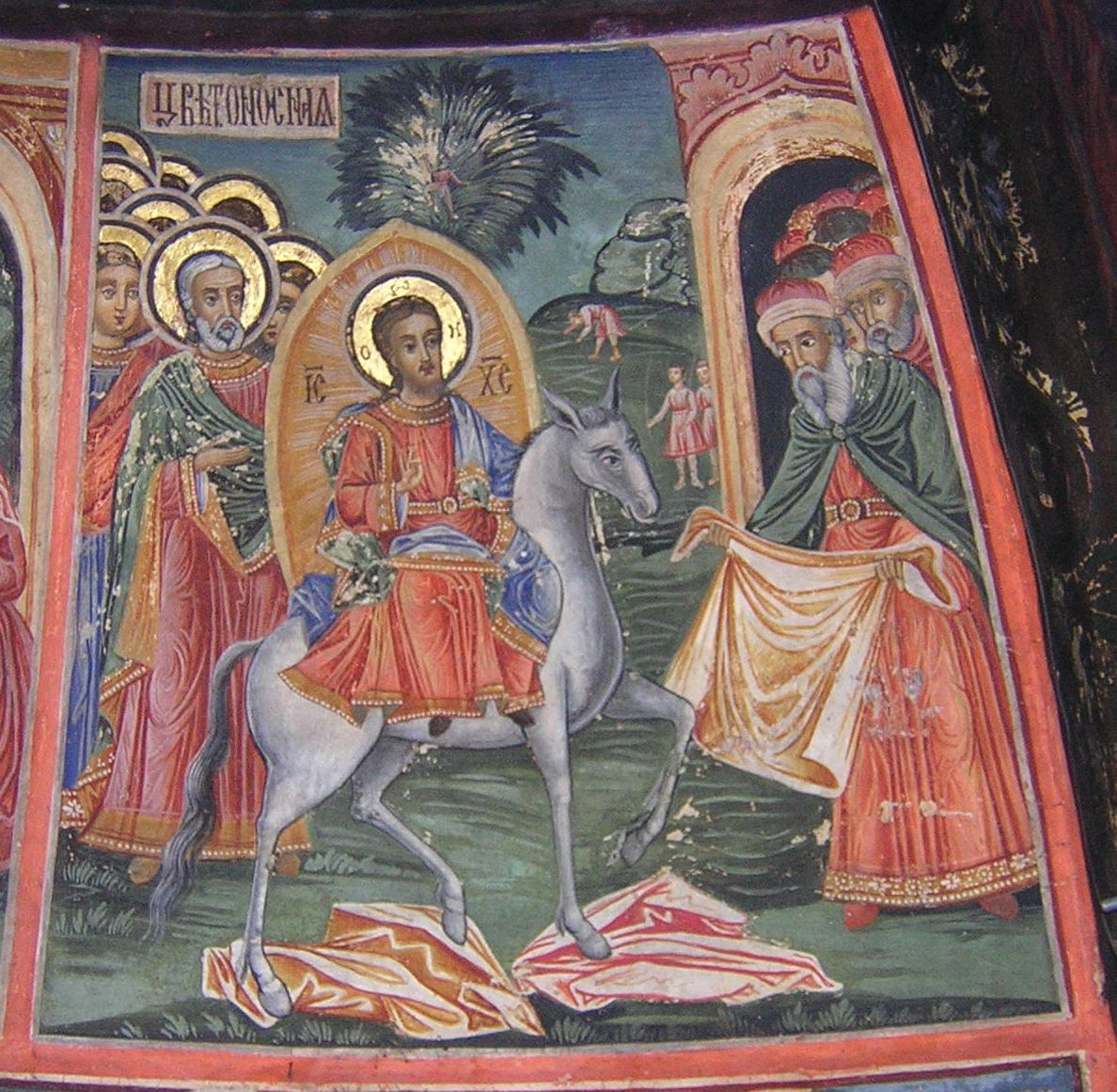
L'ingresso del Signore a Gerusalemme
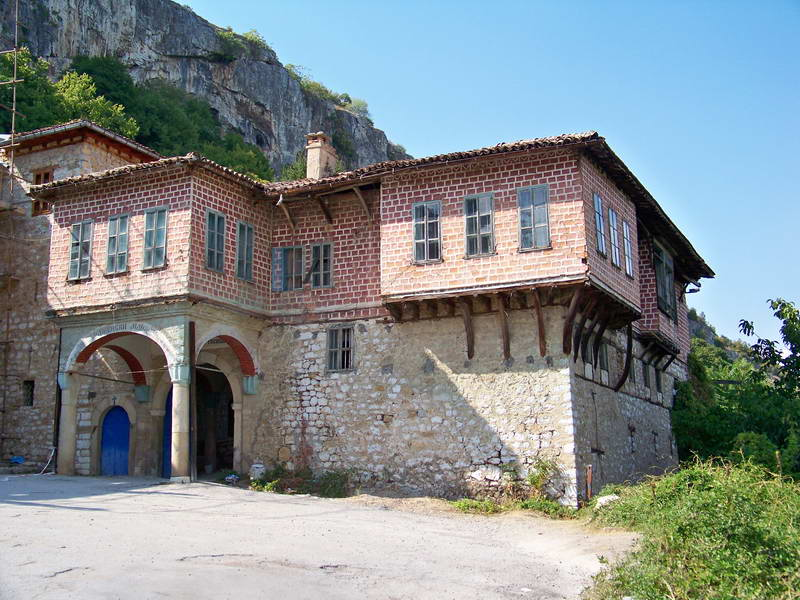
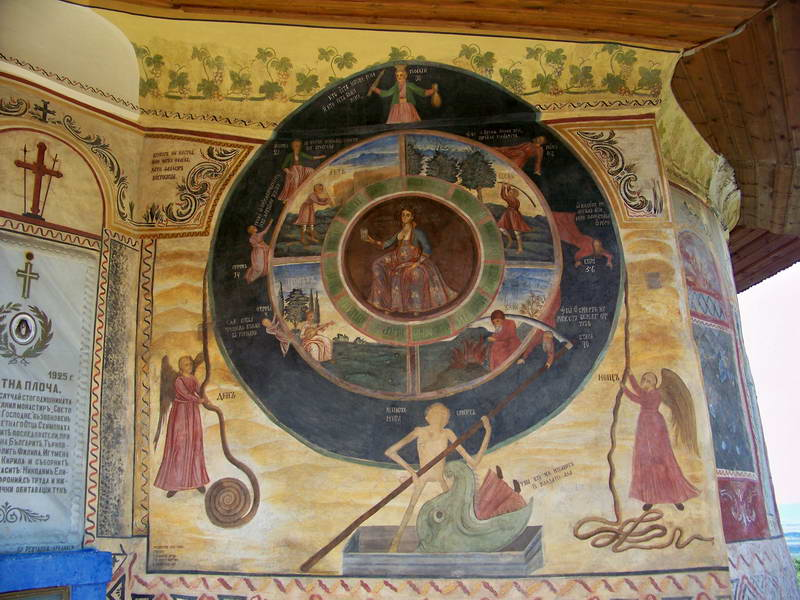
La Ruota della Vita, opera di Zaharij Zograf
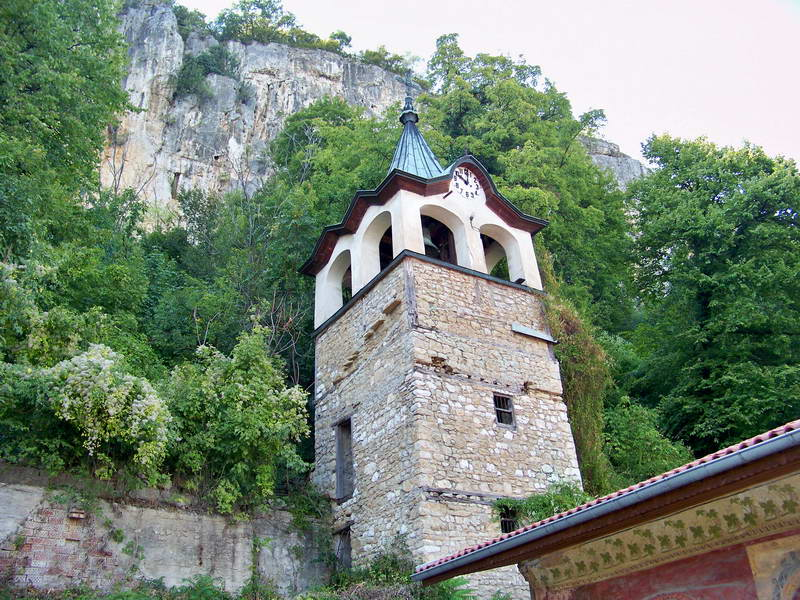
Il campanile
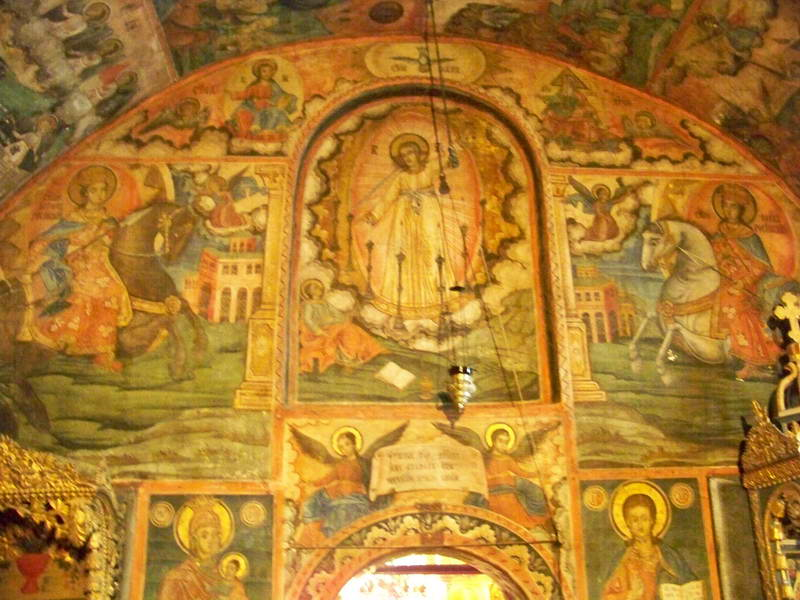
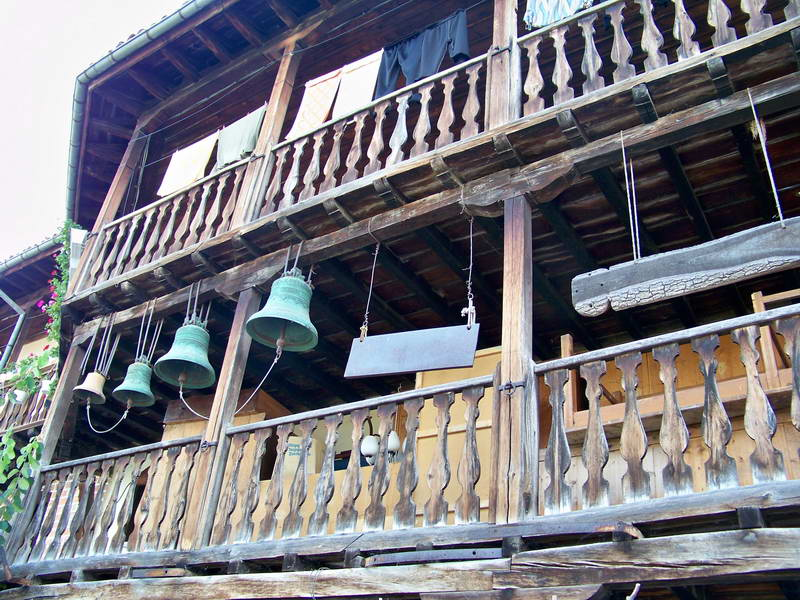
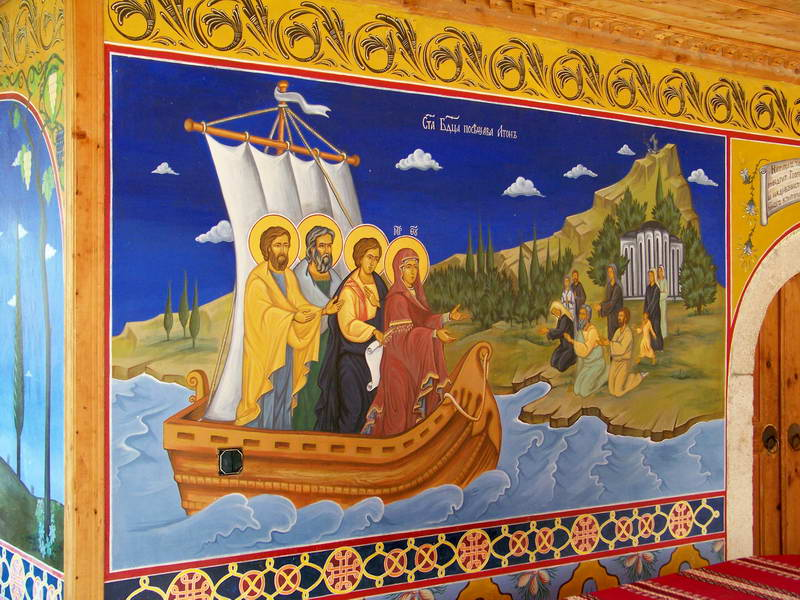
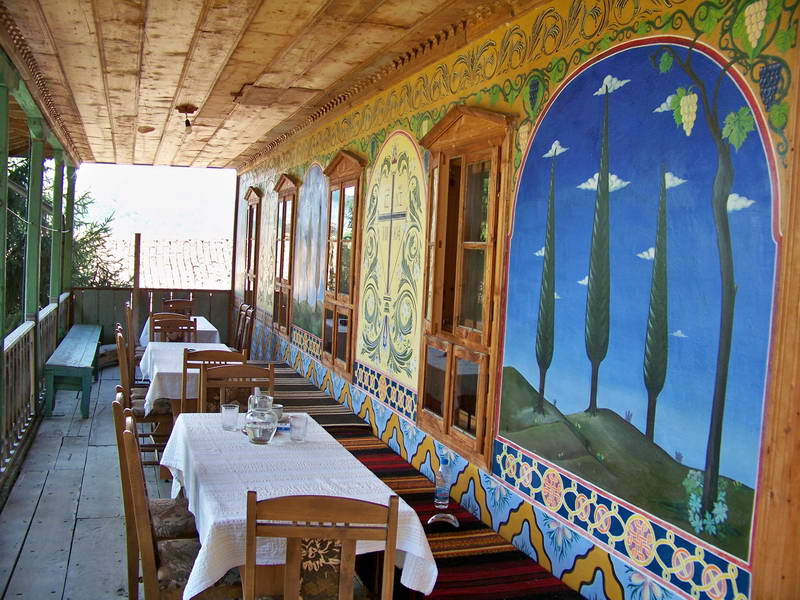
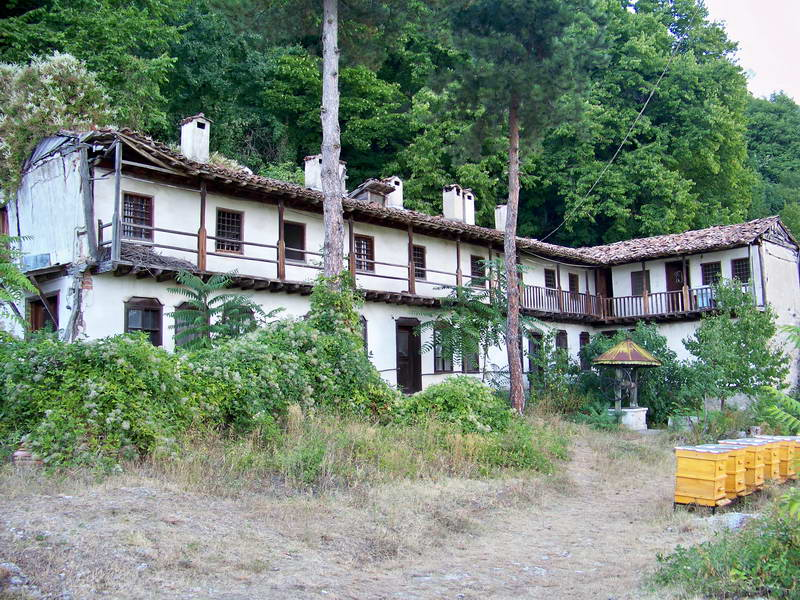